# Madame X (álbum)
Madame X es el decimocuarto álbum de estudio de la cantante estadounidense Madonna, publicado el 14 de junio de 2019 por la compañía Interscope Records. Es su primer disco en cuatro años desde Rebel Heart (2015) y el primer sencillo, «Medellín», con la colaboración del cantante colombiano Maluma, se publicó el 17 de abril de ese año.

## Antecedentes y desarrollo
En enero de 2018, Madonna anunció en su cuenta de Instagram que había empezado a trabajar en su decimocuarto álbum de estudio, que tendría influencias de la música fado portuguesa. Cuatro meses después, se presentó en la Met Gala en Nueva York, donde interpretó «Like a Prayer» y un breve fragmento de una canción nueva, que en ese entonces ha sido referida como «Beautiful Game» y descrita como una balada trap. Durante el 2018, prestó su voz en una parte del videoclip de «God Is a Woman», de la cantante estadounidense Ariana Grande, y colaboró en la canción «Champagne Rosé» junto con los raperos Cardi B y Quavo para el álbum debut de este último, Quavo Huncho.
En septiembre de 2017, Madonna se trasladó a Lisboa (Portugal) en búsqueda de una academia de fútbol juvenil para su hijo David, quien quería convertirse en un jugador de fútbol profesional. Sin embargo, durante su estancia se sentía un poco deprimida, por lo que empezó a conocer a artistas, pintores y músicos. Al creer que «la música es el alma del universo», se sintió conectada con sus influencias nuevas, de manera tal que decidió grabar un álbum basado en sus experiencias musicales en Lisboa, ciudad que describió como una «mezcla de culturas, desde Angola a España, desde Brasil hasta Francia». Sobre su experiencia en el país, agregó:
Me invitaban a las casas de las personas [que conoció] y tenían esto que llamaban sesiones de sala de estar. Todos se congregaban. La gente traía vino, traía comida y se sentaba alrededor de la mesa. Y luego, de repente, los músicos se levantaban y empezaban a tocar instrumentos y a cantar música fado y samba. Y yo pensaba: «Esperen. ¿Qué está pasando aquí? ¿Los artistas simplemente se levantan, tocan, no les pagan y lo hacen por diversión, amor y pasión?».
Para el desarrollo del álbum, Madonna contactó a Mirwais, quien ya había trabajado con la cantante en Music (2000) y American Life (2003), y se reunió nuevamente con Diplo y Mike Dean después de Rebel Heart (2015). Entre los artistas invitados se incluyen Anitta, Maluma, Swae Lee y Quavo. Madonna canta en portugués, inglés y español y la grabación, que duró dieciocho meses, se realizó en Lisboa, Londres, Los Ángeles y Nueva York. En un comunicado por el anuncio del álbum, la artista concluyó: «Lisboa es donde nació mi disco. Encontré mi tribu allí y un mundo mágico de increíbles músicos que reforzaron mi creencia de que la música en todo el mundo está verdaderamente conectada y es el alma del universo».

## Título, temática y portada
El 14 de abril de 2019, Madonna publicó un vídeo en su cuenta de Instagram en el que confirmaba el título del álbum como Madame X. En dicho avance, de 90 segundos, recita la línea The thing that hurt the most was that I wasnt' lost y se declara a sí misma como «Madame X». A continuación, explica:

Madame X is a secret agent. Traveling around the world. Changing identities. Fighting for freedom. Bringing light to dark places. She is a dancer. A professor. A head of state. A housekeeper. An equestrian. A prisoner. A student. A mother. A child. A teacher. A nun. A singer. A saint. A whore. The spy in the house of love. I'm Madame X.
Madame X es una agente secreto. Viajando alrededor del mundo. Cambiando identidades. Luchando por la libertad. Llevando luz a lugares oscuros. Ella es una bailarina. Una profesora. Una jefa de estado. Un ama de casa. Una jinete. Una prisionera. Una estudiante. Una madre. Una niña. Una profesora. Una monja. Una cantante. Una santa. Una prostituta. La espía en la casa del amor. Soy Madame X.

Sobre el título, Madonna explicó que recibió ese nombre de su profesora de baile, Martha Graham, cuando se trasladó a Nueva York a los 19 años. Recordó que nunca cumplía con las reglas de la escuela de danza, por lo que Graham le dijo: «Voy a darte un nombre nuevo: Madame X. Todos los días vienes a la escuela y no te reconozco. Todos los días cambias tu identidad. Eres un misterio para mí». La portada muestra un primer plano del personaje de Madame X, con el título del disco grabado en sus labios, como si su boca estuviese cosida. Mike Wass de Idolator la llamó una «portada ya icónica» y comparó el estilo de la cantante con el de Frida Kahlo. Está incluida en la mayoría de los formatos físicos y digitales del álbum, a excepción de la edición de lujo digital y la caja recopilatoria, que muestran otra fotografía de Madonna con el cabello rubio.

## Publicación y promoción
La compañía Interscope Records publicó Madame X mundialmente el 14 de junio de 2019 en todas las plataformas digitales y de streaming, como así también en los formatos físicos de CD, vinilo y casete. Se lanzaron tres ediciones distintas del álbum: una versión «regular» o estándar de 13 pistas, una edición de lujo de 15 pistas y una caja recopilatoria de lujo que incluía un disco con tres canciones adicionales, un folleto de 32 páginas, un póster de doble lado, un vinilo de 7" y un casete con las 13 pistas de la edición estándar. Como parte de la promoción, el 30 de junio se estrenó un documental de 23 minutos titulado World of Madame X en el servicio de streaming Amazon Prime Video. Dirigido por Nuno Xico, el cortometraje detalla las inspiraciones e influencias que llevaron a Madonna a crear el álbum, como así también comenta algunas anécdotas sobre el proceso de grabación. Un día después, el 1 de julio, se lanzó un canal de radio exclusivo de Madame X en la compañía Sirius XM, la cual duró hasta el 31 de ese mes y presentó música de Madonna, especialmente las canciones del álbum. En un comunicado, la cantante explicó: «Este canal te lleva en el complejo mundo de Madame X. Aprenderás más sobre el proceso creativo detrás de mi último álbum y obtendrás una comprensión más profunda de lo que me impulsa como artista e intérprete».

### Sencillos

#### Comerciales

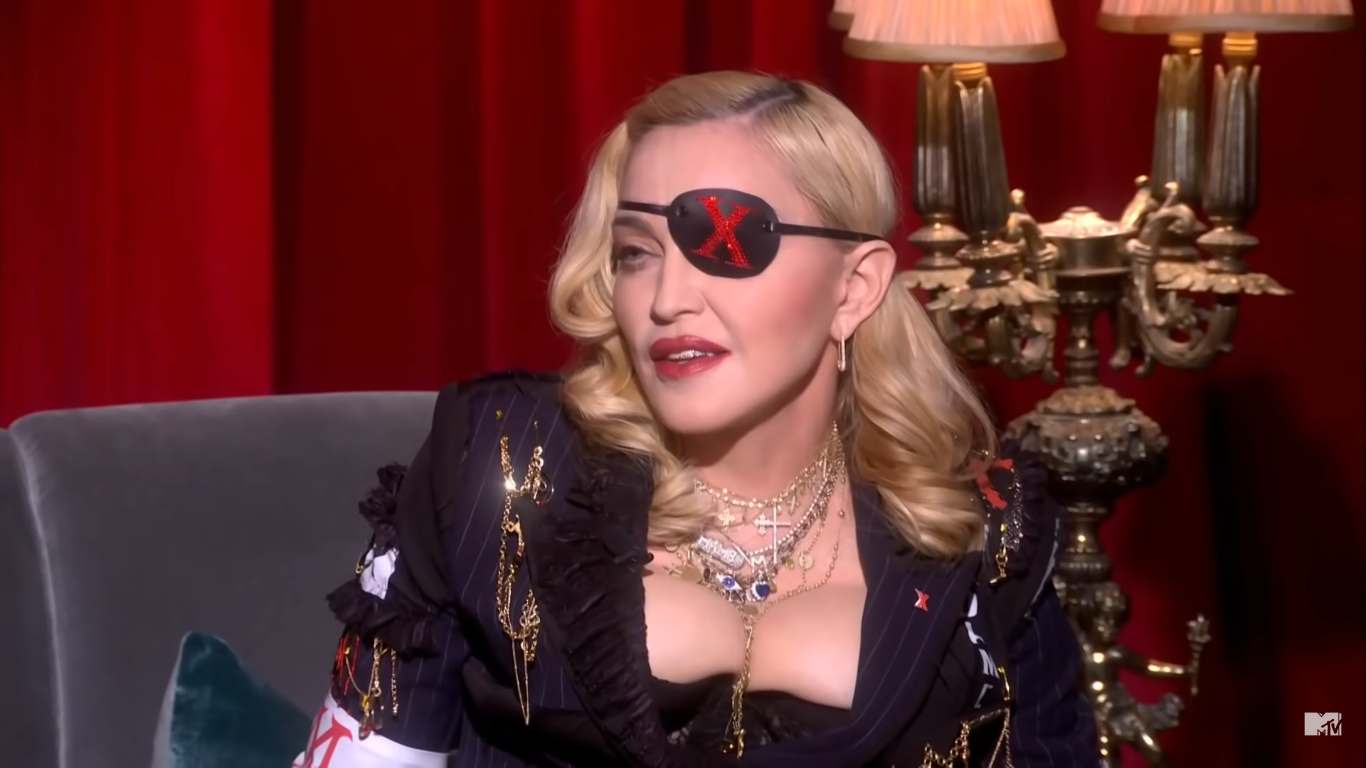
Madonna durante el estreno del videoclip de «Medellín» en los estudios de MTV, en Londres

El primer sencillo de Madame X, titulado «Medellín», contó con la colaboración del cantante colombiano Maluma y se publicó el 17 de abril, mismo día en que el álbum estuvo disponible como pedido anticipado. Alcanzó el decimoctavo puesto en el conteo Hot Latin Songs y se convirtió en el 47.º número uno de Madonna en el Dance Club Songs, por lo que extendió su récord como el artista con la mayor cantidad de entradas en el primer puesto en dicha lista. El videoclip, dirigido por la fotógrafa española Diana Kunst y el artista catalán Mau Morgó, tuvo su estreno mundial una semana después durante un especial televisivo de media hora presentado por MTV. «Crave», con la participación del rapero Swae Lee, salió a la venta como el segundo sencillo el 10 de mayo. En la lista Adult Contemporary ingresó en la decimonovena posición, de manera que Madonna logró su 37.ª entrada —la segunda en esta década después de «Ghosttown», del álbum Rebel Heart (2015)— y el mayor debut en su carrera. En su novena semana alcanzó el número 11. El vídeo musical fue dirigido por Nuno Xico y se estrenó el 22 de mayo de 2019 en el canal oficial de YouTube de Madonna. Antes de su estreno, un fragmento se filtró luego de que el director publicara por error una versión «sin terminar» en su cuenta de Vimeo. «I Rise» estuvo disponible por primera vez el 3 de mayo de 2019 como el primer sencillo promocional del disco, y el 4 de octubre de 2019 fue enviado a las principales radios de Italia como el tercero oficial. Descrito como un «himno poderoso y edificante», contiene una introducción hablada del discurso de la activista social y defensora del control de armas, Emma González, sobreviviente del tiroteo en la escuela secundaria Stoneman Douglas de Parkland y cofundadora del comité Never Again MSD. Se creó un videoclip de la canción creado por Madonna en asociación con Time Studios, que reúne imágenes tales como los supervivientes del tiroteo en la escuela secundaria Stoneman Douglas de Parkland, defensores de los derechos LGBTQ, el testimonio de la gimnasta olímpica Aly Raisman sobre el abuso sexual, servicios de emergencia por los desastres naturales y otros movimientos de justicia social. El 22 de mayo de 2020, «I Don't Search I Find» fue enviado a las radios italianas como el cuarto sencillo del álbum en ese país. Anteriormente habían salido a la venta dos EP con remezclas producidas por Honey Dijon, Chris Cox y Offer Nissim, entre otros, el 6 de diciembre de 2019 y luego el 1 de mayo de 2020.

#### Promocionales y otras canciones
Sumado a los sencillos comerciales, Madonna, en asociación con los servicios digitales y de streaming, publicó otras dos canciones como sencillos promocionales en el período previo al lanzamiento completo del álbum. «Future» se editó como el segundo sencillo promocional el 10 de mayo y cuenta con la colaboración del rapero Quavo. Madonna comentó que «es una canción sobre el mundo en el que vivimos hoy y el futuro de nuestra civilización». «Dark Ballet» fue publicado el 7 de junio como el quinto y último adelanto del disco. El videoclip, dirigido por Emmanuel Adjei y protagonizado por el rapero y activista Mykki Blanco, está inspirado en la historia de Juana de Arco. En él, Blanco es encarcelado y quemado vivo por las autoridades religiosas. Un videoclip de la canción «God Control» se estrenó el 26 de junio de 2019. Dirigido por Jonas Åkerlund, la trama se narra en orden inverso: en el mismo día en que ocurre un tiroteo en una escuela de Arizona, Madonna se prepara para asistir con sus amigos a una fiesta disco en Studio 54. Mientras se divierten bailando un hombre armado dispara contra la cantante y las demás personas en el club, y caen al suelo cubiertos de sangre. Cerca del final se muestran imágenes reales de protestas y manifestaciones por el control de armas y se transmite un mensaje exigiendo inmediato control de armas. Otro vídeo para el tema «Batuka» se estrenó en YouTube el 19 de julio. Fue dirigido por Emmanuel Adjei y en él la cantante y la Orquesta de Batukadeiras cantan y bailan la canción en la costa de Lisboa, que hace referencia a la «historia brutal» del lugar, como así también se aprecian primeros planos de las mujeres y tomas de la cantante luciendo un vestido floral y bailando de manera improvisada.

### Presentaciones en vivo

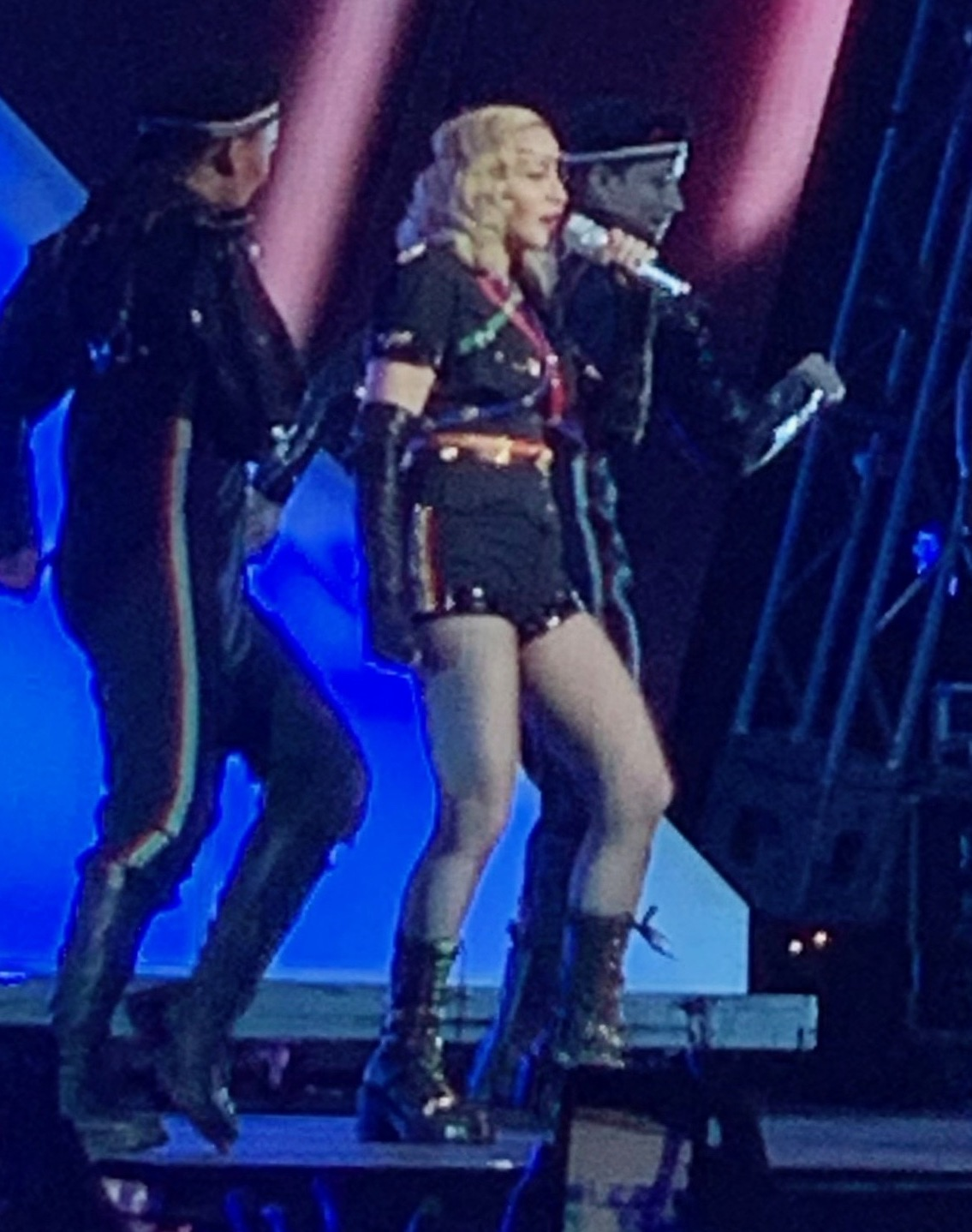
Madonna interpretando «I Rise» durante su presentación en el Stonewall 50 – WorldPride NYC 2019

Madonna y Maluma interpretaron «Medellín» en vivo por primera vez en los Billboard Music Awards el 1 de mayo de 2019. La actuación costó cinco millones de dólares e incluyó varios hologramas de la cantante, personificada como el alter ego Madame X, como así también se crearon varias imágenes generadas por computadora con el objetivo de realzar los fondos en constante evolución, como explosiones de color, fuegos artificiales o lluvia. Sobre el final, ambos artistas bajaban del escenario principal y ejecutaban una coreografía junto con los bailarines hasta llegar a una plataforma ubicada en el centro. Billboard la calificó como la segunda mejor presentación de la noche.
El 18 de ese mes, la artista se presentó en la final del Festival de la Canción de Eurovisión, celebrada en Tel Aviv (Israel), donde interpretó «Like a Prayer», un fragmento de «Dark Ballet» y «Future», esta última junto con Quavo. La aparición costó un millón de dólares a la Unión Europea de Radiodifusión, pagada por el empresario israelí-canadiense Sylvan Adams. El anuncio causó controversias debido al conflicto israelí-palestino e incluso activistas propalestinos pidieron que la cantante cancelara su presentación; no obstante, esta rechazó el boicot. Madonna usó un atuendo medieval, diseñado por Jean-Paul Gaultier, y la acompañó un grupo de cuarenta coristas vestidos con túnicas para «Like a Prayer» y bailarines con máscaras de gas coronadas por flores para «Future». En el final, las palabras «WAKE UP» se proyectaban en las pantallas detrás de la cantante y de Quavo y ambos caían hacia atrás. La actuación provocó comentarios negativos por parte de la prensa nacional, luego de que dos de los bailarines aparecieran abrazados y mostraran en sus espaladas las banderas de Israel y Palestina como «un mensaje de paz». La ministra de Cultura israelí lo calificó como un «error e inapropiado» y señaló que «cosas así no deberían ocurrir». Aunado a ello, la interpretación también recibió opiniones variadas debido a la voz de la cantante y al uso de playback en «Future».
El 30 de junio, fue la encargada de cerrar el Stonewall 50 – WorldPride NYC 2019, festival organizado en conmemoración por el 50.º aniversario de los disturbios de Stonewall en conjunto con los eventos del WorldPride. Realizado en el Hudson River Park de la ciudad de Nueva York, interpretó «Vogue» (1990), «American Life» (2003), «God Control» y «I Rise». A mitad de la actuación la cantante se dirigió al público para hablar sobre la historicidad del evento y el significado que ha tenido en su vida.

### Gira
El 6 de mayo de 2019 se anunció Madame X Tour, la undécima gira musical de Madonna como parte de la promoción del disco. Inició el 17 de septiembre de 2019 en Nueva York y finalizó el 8 de marzo de 2020 en París con 75 espectáculos en total; otras ciudades también incluyeron Chicago, San Francisco, Las Vegas, Los Ángeles, Filadelfia y Miami en 2019, y Lisboa y Londres en 2020. Los conciertos, patrocinados por Maverick y Live Nation Global Touring, se realizaron solo en teatros, por lo que fue la primera vez que Madonna se presentó en recintos pequeños desde The Virgin Tour de 1985. La gira ha sido descrita como una serie de «actuaciones poco comunes e íntimas» con el fin de «brindar a los admiradores la oportunidad de ver a Madonna en un ambiente como nunca antes».

## Recepción comercial

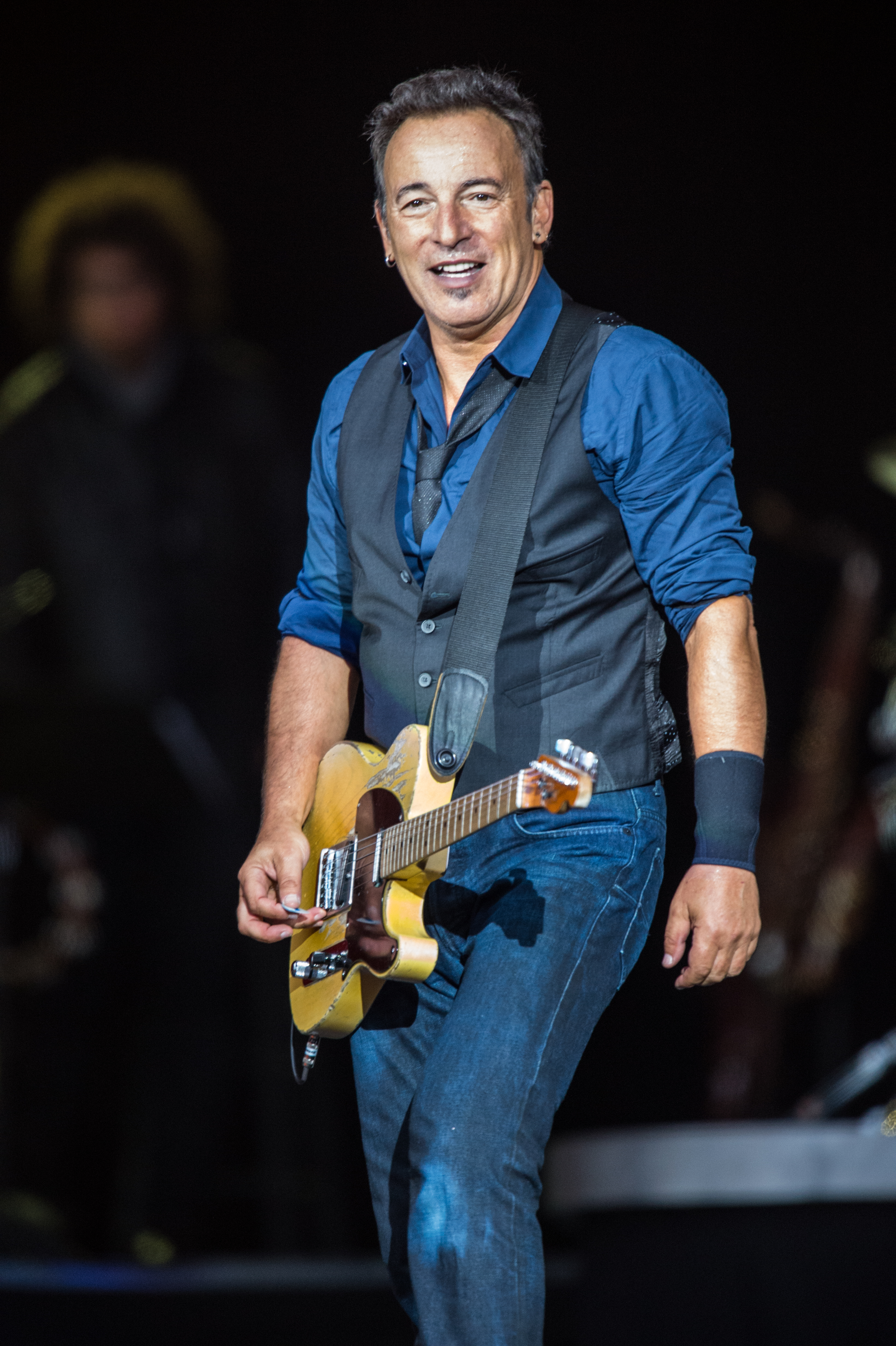
Western Stars de Bruce Springsteen (foto), que fue publicado el mismo día que Madame X, impidió que este último ingresara en la primera posición en las listas de Australia, Bélgica, Croacia, Italia, Países Bajos, Reino Unido y Suiza

En Estados Unidos, Madame X debutó en el primer lugar de la lista oficial Billboard 200 en la edición del 29 de junio de 2019, con 95 000 unidades equivalentes en su primera semana, de las cuales 90 000 fueron por copias puras (ventas físicas y digitales), 4000 por equivalencia de streaming y 1000 por equivalencia de ventas individuales de las canciones. Fue el noveno número uno —el primero desde MDNA (2012)— y el vigésimo segundo top diez de Madonna, por lo que se convirtió en la segunda artista femenina, detrás de Barbra Streisand, con la mayor cantidad de entradas en el primer lugar en dicha lista. En la misma semana también lideró los conteos Digital Albums, Top Album Sales, Top Current y Top Internet Albums, como así también ingresó en las posiciones tres y cuatro en Tastemaker y Vinyl Albums, respectivamente. Gracias al debut del álbum en las listas, Madonna logró el primer puesto en Artist 100, ranking que mide la actividad y popularidad de los artistas a través de parámetros clave como el consumo de música, combinando las ventas de álbumes y canciones, las emisiones en las radios, el streaming y la interacción de los seguidores en las redes sociales. En Argentina también recibió buenos resultados y alcanzó el primer puesto en la semana del 17 al 23 de junio, mientras que en Canadá y en México debutó en el segundo, solo detrás de When We All Fall Asleep, Where Do We Go? de Billie Eilish y Conexión de María José, respectivamente. En Uruguay fue el octavo disco más vendido del mes de junio en el ranking elaborado por la Cámara Uruguaya de Productores de Fonogramas (CUD).
En Reino Unido debutó en la segunda posición del UK Albums Chart, detrás de Western Stars de Bruce Springsteen, que vendió 25 000 unidades más que Madame X. En ese país además fue el segundo álbum con más descargas y ventas físicas, por lo que logró el segundo lugar en Top Album Sales, y en las listas de discos de vinilo y de streaming alcanzó los puestos tres y treinta y tres, respectivamente. También ingresó en la segunda posición en Bélgica, Croacia, Italia, Países Bajos y Suiza, detrás del álbum de Springsteen. En el ranking oficial de Francia se ubicó en el cuarto sitio; con 15 900 copias puras vendidas en sus primeros siete días, apareció en las posiciones dos y tres en los conteos de descargas digitales y de ventas físicas, respectivamente. En los demás mercados europeos se situó en los puestos uno en Portugal, tres en España y Hungría, cuatro en Austria, Escocia, Eslovaquia, Grecia y República Checa, cinco en Alemania, seis en Noruega, siete en Finlandia y Polonia, ocho en Irlanda, diez en Suecia y trece en Dinamarca.
En Japón Madame X ingresó tanto a las listas de Oricon como a las de la revista Billboard Japan. En el primer caso, se ubicó en el undécimo puesto en el conteo oficial y en el segundo en el internacional; en el apartado de álbumes digitales y álbumes combinados, ocupó los números doce y catorce, respectivamente. Por otro lado, en Billboard Japan entró a la lista principal en la decimoctava posición y, en las componentes Top Albums y Top Download Sales, en la decimotercera. En Australia el disco se convirtió en el vigésimo top diez de Madonna al debutar en el número dos en el ARIA Albums Chart, detrás de Western Stars. Obtuvo un mejor recibimiento en las listas digitales y de vinilo, pues ingresó a lo más alto. Mismo éxito sucedió en Taiwán, donde lideró el ranking internacional de álbumes. En Nueva Zelanda los resultados comerciales fueron menores, ya que solo entró en el quinto puesto en el NZ Top 40 Albums.

## Lista de canciones
| Madame X — Edición estándar |                               | |                           |          |  |
| N.º                         | Título                        | Escritor(es) | Productor(es)             | Duración |  |
| 1.                          | «Medellín» (con Maluma)       | Madonna Ciccone Mirwais Ahmadzaï Juan Luis Londoño Edgar Barrera                                                      | Madonna Mirwais           | 4:58     |  |
| 2.                          | «Dark Ballet»                 | Ciccone Ahmadzaï | Madonna Mirwais           | 4:15     |  |
| 3.                          | «God Control»                 | Ciccone Ahmadzaï | Madonna Mirwais Mike Dean | 6:19     |  |
| 4.                          | «Future» (con Quavo)          | Ciccone Thomas Wesley Pentz Brittany Hazzard Quavious Keyate Marshall                                                 | Madonna Diplo             | 3:54     |  |
| 5.                          | «Batuka»                      | Ciccone David Banda Ahmadzaï                                                                                          | Madonna Mirwais           | 4:57     |  |
| 6.                          | «Killers Who Are Partying»    | Ciccone Ahmadzaï | Madonna Mirwais           | 5:29     |  |
| 7.                          | «Crave» (con Swae Lee)        | Ciccone Khalif Malik Ibn Shaman Brown Hazzard                                                                         | Madonna Billboard Dean    | 3:22     |  |
| 8.                          | «Crazy»                       | Ciccone Jason Evigan Hazzard                                                                                          | Madonna Dean Evigan       | 4:02     |  |
| 9.                          | «Come Alive»                  | Ciccone Jeff Bhasker Hazzard                                                                                          | Madonna Bhasker Dean      | 4:02     |  |
| 10.                         | «Faz Gostoso» (con Anitta)    | Rodrigo Carmo Duarte Nuno Picoto Emanuel Oliveira Mateus Seabra Luiz Vieira Karla Regina Francelino Rodrigues Ciccone | Madonna Billboard Dean    | 4:06     |  |
| 11.                         | «Bitch I'm Loca» (con Maluma) | Ciccone Lauren D'Elia Londoño Barrera George Forbes James Marvin Hawkins Rodríguez Stiven Rojas                       | Madonna Billboard         | 2:51     |  |
| 12.                         | «I Don't Search I Find»       | Ciccone Ahmadzaï | Madonna Mirwais           | 4:08     |  |
| 13.                         | «I Rise»                      | Ciccone Evigan Hazzard                                                                                                | Madonna Evigan            | 3:44     |  |
| 56:01                       |                               | |                           |          |  |

| Madame X — Edición en vinilo / Edición de lujo / Edición de lujo 2-CD (Disco 1) |                               |                                                            |                        |          |  |
| N.º                                                                             | Título                        | Escritor(es)                                               | Productor(es)          | Duración |  |
| 10.                                                                             | «Extreme Occident»            | Ciccone Ahmadzaï                                           | Madonna Mirwais        | 3:41     |  |
| 11.                                                                             | «Faz Gostoso» (con Anitta)    | Carmo Nuno Picoto Oliveira Seabra Vieira Rodrigues Ciccone | Madonna Billboard Dean | 4:06     |  |
| 12.                                                                             | «Bitch I'm Loca» (con Maluma) | Ciccone D'Elia Londoño Barrera James Rodríguez Rojas       | Madonna Billboard      | 2:51     |  |
| 13.                                                                             | «I Don't Search I Find»       | Ciccone Ahmadzaï                                           | Madonna Mirwais        | 4:08     |  |
| 14.                                                                             | «Looking for Mercy»           | Ciccone Hazzard                                            | Madonna Bhasker Dean   | 4:50     |  |
| 15.                                                                             | «I Rise»                      | Ciccone Evigan Hazzard                                     | Madonna Evigan         | 3:44     |  |
| 64:38                                                                           |                               |                                                            |                        |          |  |

| Madame X — Edición regular japonesa |                                                  |                                  |                                         |          |  |
| N.º                                 | Título                                           | Escritor(es)                     | Productor(es)                           | Duración |  |
| 16.                                 | «Medellín» (Offer Nissim Madame X in the Sphinx) | Ciccone Ahmadzaï Londoño Barrera | Madonna Mirwais Offer Nissim [ nota 3 ] | 5:30     |  |

| Madame X — Edición de lujo 2-CD (Disco 2) |                            |                                   |                               |          |  |
| N.º                                       | Título                     | Escritor(es)                      | Productor(es)                 | Duración |  |
| 1.                                        | «Funana»                   | Ciccone Ahmadzaï                  | Madonna Mirwais               | 3:42     |  |
| 2.                                        | «Back That Up to the Beat» | Ciccone Hazzard Pharrell Williams | Madonna Bhasker Dean Williams | 3:50     |  |
| 3.                                        | «Ciao Bella»               | Ciccone Ahmadzaï                  | Madonna Mirwais               | 5:36     |  |

| Madame X — Caja recopilatoria de lujo (disco de 7" adicional) |                         |                        |                |          |  |
| N.º                                                           | Título                  | Escritor(es)           | Productor(es)  | Duración |  |
| 1.                                                            | «I Rise»                | Ciccone Evigan Hazzard | Madonna Evigan | 3:44     |  |
| 2.                                                            | «I Rise» (instrumental) | Ciccone Evigan Hazzard | Madonna Evigan | 3:44     |  |

## Posicionamiento en listas
| País (Lista 2019)                            | Posición más alta |
| -------------------------------------------- | ----------------- |
| Alemania (Top 100 Album-Charts)              | 5                 |
| Argentina (CAPIF)                            | 1                 |
| Australia (ARIA Albums Chart)                | 2                 |
| Australia (ARIA Vinyl Albums Chart)          | 1                 |
| Australia (ARIA Digital Albums Chart)        | 1                 |
| Austria (Ö3 Austria Top 40)                  | 4                 |
| Bélgica Flandes (Ultratop)                   | 2                 |
| Bélgica Valonia (Ultratop)                   | 2                 |
| Canadá (Canadian Albums Chart)               | 2                 |
| Corea del Sur (Gaon Chart)                   | 85                |
| Croacia (HDU Top lista)                      | 2                 |
| Croacia (HDU Top lista vinila)               | 7                 |
| Dinamarca (Hitlisten Album Top-40)           | 13                |
| Dinamarca (Hitlisten Vinyl Top-40)           | 7                 |
| Escocia (Scottish Albums Chart)              | 4                 |
| Eslovaquia (ČNS IFPI)                        | 4                 |
| España (Top 100 Álbumes)                     | 3                 |
| España (Top 100 Streaming Álbumes)           | 3                 |
| Estados Unidos (Billboard 200)               | 1                 |
| Estados Unidos (Digital Albums)              | 1                 |
| Estados Unidos (Top Album Sales)             | 1                 |
| Estados Unidos (Top Current Albums)          | 1                 |
| Estados Unidos (Top Internet Albums)         | 1                 |
| Estados Unidos (Tastemaker Albums)           | 3                 |
| Estados Unidos (Vinyl Albums)                | 4                 |
| Finlandia (Suomen virallinen lista)          | 7                 |
| Finlandia (Fyysinen albumilista)             | 2                 |
| Francia (SNEP Top Albums)                    | 4                 |
| Francia (SNEP Top Albums Physiques)          | 3                 |
| Francia (SNEP Top Albums Téléchargés)        | 2                 |
| Grecia (Top-75 Albums Sales Chart)           | 4                 |
| Hungría (Mahasz)                             | 3                 |
| Irlanda (Irish Albums Chart)                 | 8                 |
| Italia (FIMI Top Album)                      | 2                 |
| Italia (FIMI Vinili)                         | 2                 |
| Japón (Oricon Albums)                        | 11                |
| Japón (Oricon Digital Albums)                | 12                |
| Japón (Oricon Combined Albums)               | 14                |
| Japón (Oricon International Albums)          | 2                 |
| Japón (Billboard Japan Hot Albums)           | 18                |
| Japón (Billboard Japan Top Albums Sales)     | 13                |
| Japón (Billboard Japan Top Download Sales)   | 13                |
| México (AMPROFON)                            | 2                 |
| Noruega (VG-lista)                           | 6                 |
| Nueva Zelanda (NZ Top 40 Albums)             | 5                 |
| Países Bajos (Dutch Album Top 100)           | 2                 |
| Países Bajos (Vinyl 33)                      | 2                 |
| Polonia (ZPAV)                               | 7                 |
| Portugal (Associação Fonográfica Portuguesa) | 1                 |
| Reino Unido (UK Albums Chart)                | 2                 |
| Reino Unido (Albums Downloads Chart)         | 2                 |
| Reino Unido (Albums Sales Chart)             | 2                 |
| Reino Unido (Albums Streaming Chart)         | 33                |
| Reino Unido (Physical Albums Chart)          | 2                 |
| Reino Unido (Vinyl Albums Chart)             | 3                 |
| República Checa (ČNS IFPI)                   | 4                 |
| Suecia (Veckolista Album)                    | 10                |
| Suecia (Veckolista Album Fysiskt)            | 3                 |
| Suecia (Veckolista Vinyl)                    | 3                 |
| Suiza (Schweizer Hitparade)                  | 2                 |
| Taiwán (G-Music)                             | 1                 |
| Uruguay (CUD)                                | 8                 |

## Certificaciones y ventas
| País (organismo certificador) | Certificación | Unidades certificadas / Ventas |
| ----------------------------- | ------------- | ------------------------------ |
| Estados Unidos                | —             | 169 000                        |
| Francia                       | —             | 29 000                         |
| Italia (FIMI)                 | Oro           | 25 000                         |
| Reino Unido (BPI)             | Plata         | 60 000                         |